# 鼓動 (FUZZY CONTROLの曲)
鼓動（こどう）はFUZZY CONTROLの8枚目のシングル。

## 内容
編曲・プロデュースに織田哲郎を迎えた。ビクターエンタテインメント在籍最後の作品。

## 収録曲

### CD
1. 鼓動
作詞･作曲:FUZZY CONTROL 編曲:織田哲郎
2. 「?」
作詞･作曲:FUZZY CONTROL 編曲:織田哲郎
3. All human needs someone
作詞･作曲:FUZZY CONTROL 編曲:織田哲郎

### 初回限定 LIVE DVD
1. Reflection
2. 1℃
3. little girl
4. later
5. PASSION